# Sismo de Taiwan de 2024
Em 3 de abril de 2024, às 07:58:11 NST (23:58 UTC), um sismo de magnitude sísmica 7,4 atingiu 18 km ao sul-sudoeste da cidade de Hualien, no Condado de Hualien, em Taiwan. Foi o maior terremoto em Taiwan desde o sismo de Jiji em 1999, e houve vários tremores secundários acima de magnitude 5,0.

## Configuração tectônica
Taiwan tem um vasto histórico de muitos sismos fortes, principalmente por conta da sua posição geológica. A ilha está localizada dentro de uma complexa zona de convergência que fica entre a Placa das Filipinas e a Placa Eurasiática. No local do terremoto, essas placas convergem a uma taxa de 75 milímetros por ano. Ao sul de Taiwan, a crosta oceânica da Placa Eurasiática está subducindo sob a Placa das Filipinas, criando um arco insular chamado Arco Luzon. Em Taiwan, toda a crosta oceânica foi subduzida e o arco está colidindo com a crosta continental da Placa Eurasiática. Ao norte de Taiwan, a Placa das Filipinas está, em contraste, subduzindo-se sob a Placa Eurasiática, formando o Arco Ryukyu.

## Sismo
A Administração Central de Meteorologia de Taiwan mediu a magnitude local do terremoto em 7,2. Pelo menos 44 tremores secundários foram registrados após o terremoto inicial. Um tremor secundário de magnitude sísmica de 6.4 ocorrido às 00:11 UTC, seguido por um tremor de magnitude 5,7 às 00h35, um de magnitude 5,5 às 00:43 e outro de magnitude 5,7 às 00:46. O sismo principal foi o terremoto mais forte a atingir Taiwan desde o sismo de Jiji de 1999, que alcançou magnitude sísma de 7,7.
Na China, o abalo foi sentido em Xangai, Suzhou, Shenzhen, Guangzhou, Shantou, e em diversas cidades da província de Fujian. Também foi sentido em Hong Kong e na ilha de Yonaguni, no Japão, onde mediu Shindo 4 na escala de intensidade sísmica da Agência Meteorológica Japonesa.
O sismo teve um hipocentro correspondente à falha reversa em 34,8 quilômetros de profundidade. De acordo com o Serviço Geológico dos Estados Unidos, a ruptura ocorreu em uma falha reversa de nordeste-sudoeste, com inclinação moderada, dentro da Placa Eurasiática. As dimensões de ruptura estimadas para um terremoto de falha reversa de tamanho semelhante são 60 quilômetros por 35 quilômetros. Seu modelo de falha finita indicou ruptura em um plano leste-sudeste. O deslizamento ocorreu dentro de uma área de ruptura elíptica 60 km por 60 km. O deslocamento máximo foi estimado em 1,2471 metros. A magnitude do choque foi idêntica à do terremoto de 1986 que matou 15 pessoas em Hualien.

## Tsunami

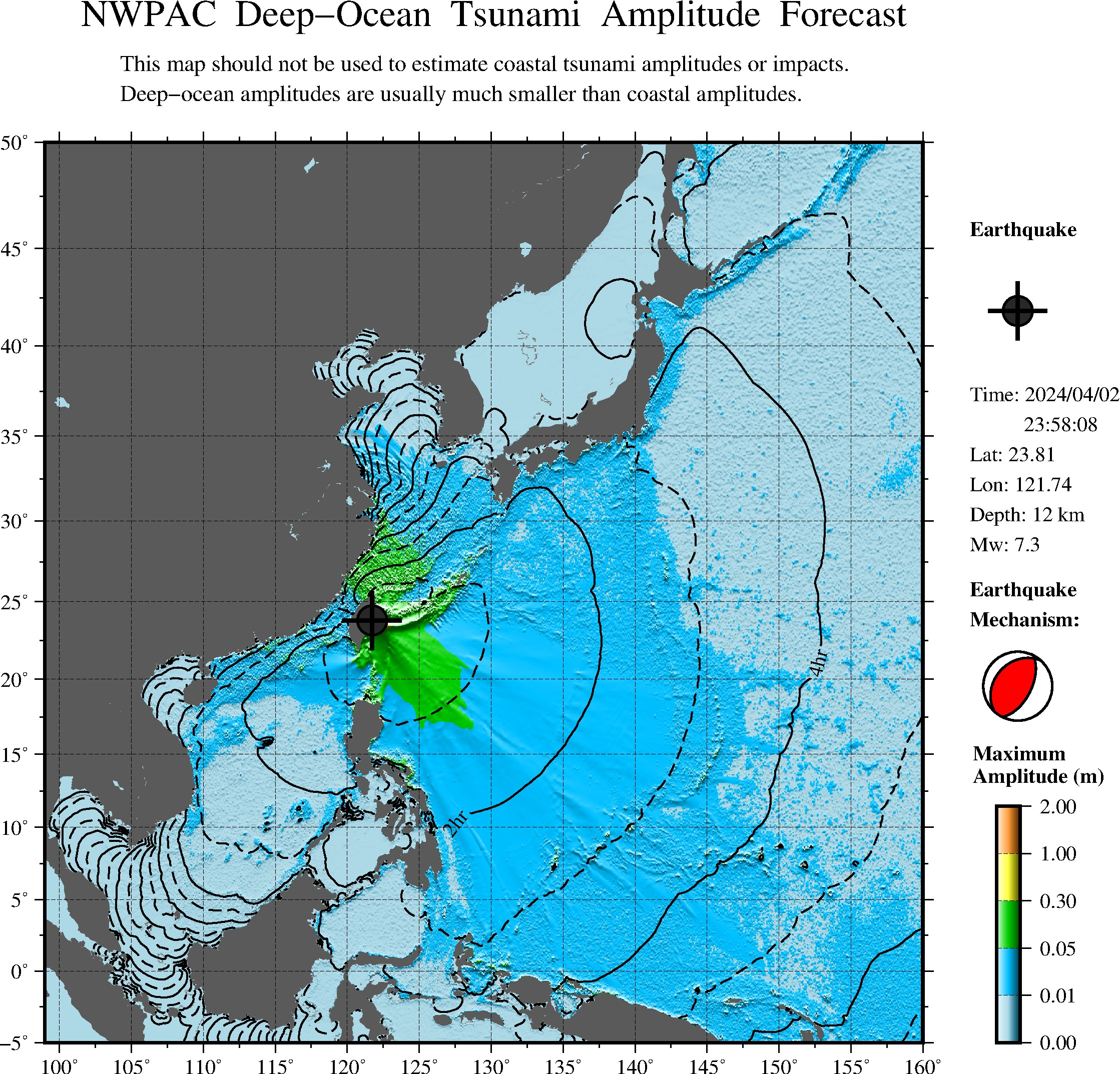
Mapa dos avisos de tsunami após o sismo

Um tsunami de 0,5 metro de altura foi observado em Chenggong, no Condado de Taitung, enquanto uma onde de 82 centímetros de altura foi registrada no porto de Wushi. A Administração Central de Meteorologia de Taiwan emitiu um alerta aconselhando os residentes a evacuarem para locais mais elevados.
O Ministério dos Recursos Naturais da República Popular da China também emitiu um alerta laranja de tsunami, o segundo nível mais elevado da escala, alertando para potenciais ondas que poderiam causar danos significativos nas zonas costeiras próximas.
Nas Filipinas, as evacuações foram ordenadas pelo Conselho Nacional de Gestão e Redução do Risco de Desastres nas províncias de Batanes, Cagaiã, Isabela e Ilocos Norte, na sequência de um aviso do Instituto Filipino de Vulcanologia e Sismologia. Um alerta foi emitido para 23 províncias sobre "ondas de tsunami altas" medindo 3 metros de altura, que mais tarde foi reduzido para 30 centímetros de altura. Às 10h03 (PST), o Centro de Alerta de Tsunami do Pacífico disse que "a ameaça de tsunami já passou", levando o Instituto Filipino a cancelar o alerta de tsunami.
A Agência Meteorológica do Japão emitiu um alerta de tsunami para a província de Okinawa com a expectativa de ondas de 3 metros de altura, que mais tarde foi rebaixado para um "aviso de tsunami". Uma onda de 30 cm foi observada em Yonaguni cerca de 15 minutos após o terremoto. Ondas também eram esperadas ao longo das ilhas Miyako e Yaeyama, com ondas de 20 cm atingindo as ilhas de Miyako e Ishigaki. O alerta de tsunami foi o primeiro a ser emitido na província de Okinawa desde o sismo e tsunami de Tōhoku em 2011, enquanto o tsunami foi o primeiro a atingir a área desde o ano de 1998. Esses avisos geraram suspensões de voos nas províncias de Okinawa e Kagoshima; as evacuações para os terceiros andares de edifícios foram realizadas no Aeroporto de Naha e no Aeroporto de Miyako. O Centro de Alerta de Tsunamis da China, subordinado ao Ministério dos Recursos Naturais, emitiu o seu nível de alerta mais elevado, o vermelho.

## Impacto
Dez mortes foram relatadas, enquanto pelo menos 963 pessoas ficaram feridas e 152 outras ficaram presas em destroços, de acordo com a Agência Nacional de Incêndios de Taiwan, que também registrou pelo menos 1.151 incidentes relacionados ao terremoto. Todas as fatalidades ocorreram no condado de Hualien. Entre os mortos estavam quatro mortos no Parque Nacional Taroko, incluindo três caminhantes. Outra pessoa morreu quando ocorreram quedas de rochas no túnel Daquingshui, ao longo da rodovia Suhua, e esmagou seu caminhão. Uma pessoa também morreu depois que seu carro foi atingido por uma pedra que caiu, enquanto outra fatalidade foi relatada dentro de uma mina em Heren, após um trabalhador ser atingido por pedras. Uma mulher em Hualien morreu depois de retornar ao seu prédio para resgatar seu gato, quando ela ficou presa por uma coluna após um tremor secundário. Doze visitantes do parque, incluindo dois cidadãos canadenses, ficaram presos ao longo de uma trilha, enquanto outros 40 ficaram feridos. Lesões também foram relatadas em Hualien, Yilan, Taipei, Nova Taipei, Keelung, Taichung e Taoyuan devido a quedas ou objetos derrubados. Sessenta pessoas ficaram presas dentro do Túnel Jinwen de 400 metros de extensão ao longo da Rodovia Suhua, enquanto 50 funcionários do Silk's Place Hotel Taroko que viajavam em quatro microônibus também ficaram presos depois que nenhum deles pôde ser contatado pelas autoridades por telefone. A estrada imediatamente fora do túnel Qingshui desabou, prendendo várias pessoas lá dentro.
Pelo menos 125 edifícios foram danificados pelo terremoto. Dos 26 colapsos de edifícios relatados, mais da metade deles ocorreu em Hualien. Os colapsos prenderam pelo menos 20 pessoas logo após o acidente. Na cidade de Hualien, duas casas, o Edifício Urano de nove andares e um restaurante desabaram, prendendo muitas pessoas lá dentro. Uma pessoa foi encontrada morta enquanto outras 22 foram resgatadas posteriormente do Edifício Urano. Um prédio de escola secundária na cidade também sofreu graves danos. Em Taipei, 249 pessoas ficaram feridas, seis delas gravemente, e 10 casas foram gravemente danificadas. Um armazém desabou em Nova Taipé, causando três feridos leves. Posteriormente, 50 pessoas foram resgatadas do prédio. Telhas caíram de edifícios antigos e de algumas estruturas mais novas na capital. A subsidência no distrito de Xindian causou o desabamento de sete casas, forçando a evacuação de 12 pessoas. Foi relatado que um viaduto da Nova Linha Circular de Taipei estava desalinhado e todos os serviços do Metrô de Taipei foram brevemente suspensos para verificações de segurança. Uma parte do teto do Aeroporto Internacional de Taoyuan desabou. O edifício do Yuan Legislativo também sofreu danos em suas paredes e tetos, enquanto destroços caíram do arco do Salão Memorial de Chiang Kai-shek. Em Taichung, quedas de rochas bloquearam uma estrada, danificando três carros e ferindo um motorista.
Quedas de energia afetaram 300 mil residências em Taiwan, de acordo com Taipower, das quais 14 833 estavam em Taichung; 5 306 foram restaurados aproximadamente 25 minutos após o terremoto. A eletricidade foi restaurada em 70% das residências duas horas após o terremoto, deixando cerca de 91 mil residências sem energia. Também foram relatados cortes de água, gás e internet. Houve relatos de paredes danificadas, destroços e tijolos derrubados em grande parte da ilha. Os serviços ferroviários de alta velocidade taiwaneses foram parcialmente suspensos e as principais vias expressas na parte oriental da ilha foram fechadas. Nenhuma anomalia foi registrada em nenhuma das três usinas nucleares de Taiwan.
Um enorme deslizamento de terra ocorreu perto da cidade de Xiulin. A Rodovia Suhua foi fechada depois que pelo menos nove quedas de rochas ocorreram na estrada. Quedas de rochas ocorreram em outra rodovia que atingiu pelo menos 12 carros e feriu nove pessoas. Um deslizamento de terra ao longo da Rodovia Provincial 9 entre Su'ao e Hualien bloqueou o tráfego na estação ferroviária de Chongde, enquanto uma queda de rochas também ocorreu na seção Heren-Chongde da linha troncal oriental em Hualien. Um trecho da Rodovia Central entre Dayuling e Taroko também foi fechado. Dois cidadãos alemães teriam ficado presos em um túnel em Hualien. Uma grande parte da Ilha Guishan também desabou no mar.
O sistema de alerta de terremoto de Taiwan não enviou um alerta avançado do choque principal, ao contrário de casos anteriores.

## Resposta
A presidente em exercício Tsai Ing-wen expressou preocupação com os danos e ordenou que as Forças Armadas de Taiwan apoiassem o governo local em Hualien e outras partes da ilha em missões de resgate. O vice-presidente e presidente eleito, Lai Ching-te, apelou ao público para ter cuidado e manter a calma e anunciou a formação de um centro de emergência para lidar com o desastre. Mais tarde naquela tarde, Lai visitou o condado de Hualien para inspecionar os esforços de resgate e socorro. O Ministério dos Transportes e Comunicações iniciou serviços de balsas marítimas entre o Porto de Su'ao no condado de Yilan e o Porto de Hualien a partir de 4 de abril, enquanto a Mandarin Airlines e a companhia UNI Air adicionaram sete voos extras entre o Aeroporto de Hualien e o resto de Taiwan.
Várias empresas de semicondutores, como a UMC e a TSMC, suspenderam temporariamente as operações e evacuaram suas instalações em Hsinchu. A TSMC disse que espera perdas de cerca de 60 milhões de dólares com o terremoto. A Bolsa de Valores de Taiwan continuou a operar regularmente em 3 de abril, apesar do terramoto.
O Gabinete de Assuntos de Taiwan da República Popular da China disse estar altamente preocupado com o terremoto e disposto a fornecer assistência humanitária. Em resposta, o Conselho de Assuntos do Continente de Taiwan agradeceu a sua preocupação, mas disse que não haveria nenhum pedido de assistência de Taiwan.
O Japão enviou aeronaves militares para observar possíveis danos na província de Okinawa após o alerta de tsunami. O governo japonês anunciou mais tarde que nenhum dano havia ocorrido. O primeiro-ministro Fumio Kishida expressou condolências e simpatia por Taiwan e ofereceu o apoio do governo. A Guatemala e o Paraguai também expressaram solidariedade a Taiwan e ofereceram apoio.